# Pristocera sarawakensis
Pristocera sarawakensis (лат. ) — вид ос-бетилид рода Pristocera из семейства Bethylidae (Chrysidoidea, Hymenoptera). Юго-Восточная Азия.

## Распространение
Остров Калимантан (Miri Lambir, Саравак, Малайзия).

## Описание
Мелкие осы-бетилиды чёрного цвета (ноги и жвалы желтовато-коричневые). Длина тела 7,5 мм. Длина головы 1,55 мм, ширина головы 1,62 мм. Мандибулы с 4 зубцами.
Вид был впервые описан в 1998 году японскими гименоптерологами Мамору Тэраямой (Mamoru Terayama, University of Tokyo, Токио, Япония) и Сэики Яманэ (Seiki Yamane, Kagoshima University, Кагосима, Япония). Видовое название дано по месту обнаружения (Саравак, Малайзия).